# درجة (زاوية)
الدرجة هي وحدة قياس الزوايا في النظام الستيني والذي يقسم الدائرة إلى 360 جزء متساوياً كل منها يساوي درجة واحدة. حيث يرمز للدرجة بدائرة صغيرة فوق قيمة الزاوية على الشكل (°).

## أقسام الدرجة

زاويا بالدرجات

تقسم الدرجة إلى 60 جزءا متساويا سمى كل جزء منها دقيقة قوسية ('). كما تقسم الدقيقة أيضا إلى 60 جزءاً متساوياً يدعى كل منها ثانية قوسية (").

## علاقة الدرجة مع وحدات الطول
تعادل كل دقيقة قوسية (') في قياسات المسافة الخطية ميلا بحريا أي ما يعادل 6076 قدماً أو 1,8 كيلومترا (1853 مترا بالتحديد). كما تقسم الدقيقة أيضا إلى 60 جزءا متساويا يدعى كل منها ثانية قوسية (")، وتعادل 106 أقدام.
والمعروف أن هناك وحدات لقياس المسافات الخطية للخطوط المستقيمة مثل الكيلومتر والذي يعادل 1 من 10,000 جزء من المسافة بين أي من القطبين الشمالي والجنوبي وخط الاستواء في حين يستخدم النظام الستيني في التعبير عن وقياس المسافات المنحنية مثل طول القوس الممثل للمسافة بين مدينتين على السطح الخارجي للكرة الأرضية.
ويمكن تحويل المسافة المنحنية إلى مسافة خطية بسهولة إذا علمنا أن الدرجة الواحدة = 60 دقيقة = 60 ميلا بحريا = 111 كيلومترا.